# Rozporządzenie
Rozporządzenie – akt normatywny wydawany na podstawie upoważnienia zawartego w ustawie, które precyzuje który podmiot i w jaki sposób ma wprowadzić zmiany określone w ustawie.

## Polska

### Miejsce w hierarchii źródeł prawa
Rozporządzenie stanowi jedno ze źródeł prawa powszechnie obowiązującego: najwyżej stoi Konstytucja, następnie ratyfikowane umowy międzynarodowe, ustawy oraz akty prawa miejscowego. Nad aktami prawa miejscowego znajduje się rozporządzenie, które musi wynikać z ustawy. Rozporządzenie nie może stać w sprzeczności z ustawą ani z Konstytucją.

### Podstawy i cechy
Warunkiem prawidłowego upoważnienia jest wskazanie organu, który powinien wydać rozporządzenie wykonawcze (delegacja ustawowa), zakres spraw przekazanych do uregulowania w rozporządzeniu oraz wytyczne dotyczące treści aktu. Organ wskazany do wydania rozporządzenia nie może przekazać tego uprawnienia innemu organowi (obowiązuje zakaz subdelegacji). Jednak jest możliwe łączne wskazanie dwóch i więcej organów, które powinny wspólnie wydać rozporządzenie. Zgodnie z orzecznictwem Trybunału Konstytucyjnego organ, który uzyskał upoważnienie do wydania rozporządzenia, może ponosić odpowiedzialność konstytucyjną za niewykonanie spoczywającego na nim obowiązku.
Rozporządzenie musi zmierzać do wykonania ustawy. Nie może być ani sprzeczne z ustawą (np. przez wprowadzenie rozwiązań nieznanych ustawie), ani nie może wykraczać poza zakres delegacji. W orzecznictwie Trybunału Konstytucyjnego utrwalił się też pogląd o niezgodności z ustawą rozporządzenia wydanego na podstawie wadliwego (czyli pozbawionego zakresu spraw do uregulowania oraz wytycznych) ustawowego upoważnienia. Niedopuszczalna jest delegacja blankietowa, tj. gdy ustawodawca pozostawia zbyt szeroki zakres swobody autorowi rozporządzenia co do jego treści. Do kontroli legalności (zgodności rozporządzenia z ustawą) powołany jest Trybunał Konstytucyjny.

### Delegacja ustawowa
Zgodnie z art. 92 Konstytucji Rzeczypospolitej Polskiej, delegację ustawową może uzyskać wyłącznie organ wskazany w Konstytucji RP. Zalicza się do nich:
- Prezydent Rzeczypospolitej Polskiej,
- Rada Ministrów,
- Prezes Rady Ministrów,
- minister kierujący działem administracji rządowej,
- powołany w skład Rady Ministrów przewodniczący komitetu (art. 147 ust. 4 Konstytucji RP),
- Krajowa Rada Radiofonii i Telewizji.

Ponadto w razie opróżnienia urzędu Prezydenta RP, na podstawie art. 131 Konstytucji RP, prawo do wydawania jego rozporządzeń przysługuje wykonującemu jego obowiązki Marszałkowi Sejmu Rzeczypospolitej Polskiej, a jeśli ten nie może wykonywać obowiązków Prezydenta Rzeczypospolitej Polskiej – Marszałkowi Senatu Rzeczypospolitej Polskiej.